# Francisco Castillo de la Concha
Francisco Castillo de la Concha (Aguilar de Campoo, actual provincia de Palencia, 1598 - Santafé, 1 de noviembre de 1685) fue un funcionario español que desempeñó varios cargos en la América virreinal, entre otros el de presidente de la Real Audiencia de Santa Fe de Bogotá (1679-85).

## Biografía
Nacido en Aguilar de Campoo. Caballero de la Orden de Santiago y señor de la Torre del Garro. Fue juez de residencia de los oidores Larrea e Ibáñez. 
Entró en conflicto con el poder eclesiástico debido a que se le negó la entrega de un clérigo buscado por la Audiencia de Quito; por ello multó al arzobispo Antonio Lanz Lozano, quien lo excomulgó declarando a la ciudad de Santafé en entredicho. Posteriormente hicieron las paces, pero al presidente se le empezó a atribuir la frase de que «en Santafé había mucha iglesia y poco rey». Algunos años después del suceso, una cédula aprobaría la actitud del presidente de defender el fuero real. Intervino en la suspensión y enjuiciamiento de los gobernadores de Popayán y Panamá, acusados de diversos delitos. Murió en Santafé en noviembre de 1685. Hasta septiembre de 1686 asumió el poder el oidor más antiguo de la Audiencia, Sebastián Alfonso de Velasco.
| Predecesor: Melchor de Liñán y Cisneros | Presidente de la Real Audiencia de Santa Fe de Bogotá 1679-1685 | Sucesor: Gil de Cabrera y Dávalos |